# The War (mini-série)
Pour les articles homonymes, voir The War.
The War est une mini-série documentaire américaine sur la Seconde Guerre mondiale réalisé et produit en 2007 par les réalisateurs Ken Burns et Lynn Novick.

## Synopsis
Le film est traité au travers de la vie de quatre villes américaines à l'époque du conflit :
- Luverne (Minnesota)
- Mobile (Alabama)
- Sacramento (Californie)
- Waterbury (Connecticut)

Le film raconte les expériences de plusieurs personnes de ces quatre villes, engagées dans le conflit sur le théâtre européen, africain ou Pacifique et se concentre sur les effets de cette guerre sur eux, sur leur famille et sur la communauté.
Dans la version originale, la narration est assurée par Keith David, d'autres acteurs connus comme Adam Arkin, Tom Hanks, Ernie Hudson, Samuel L. Jackson et Eli Wallach prêtent leur voix pour la lecture de journaux d'époques, télégrammes, lettres du front.
Le documentaire dure quatorze heures et fut diffusé pour la première fois en avant-première en quatre séances sur deux jours au Festival de Cannes. Comme pour la plupart des documentaires précédents de Ken Burns, il a été diffusé sur la chaine publique américaine PBS, en sept parties sur deux semaines à partir du 23 septembre 2007. Le documentaire a été diffusé en France et en Allemagne sur la chaine culturelle Arte sous le même format du 5 mars au 16 avril 2008 à raison de deux épisodes par semaine (14 épisodes de 55 min). La narration française est assurée par l'acteur Philippe Torreton.

## Épisodes
| Numéro | Nom                   | Période couverte             |
| ------ | --------------------- | ---------------------------- |
| 1      | A Necessary War       | Décembre 1941-décembre 1942  |
| 2      | When Things Get Tough | Janvier 1943-décembre 1943   |
| 3      | A Deadly Calling      | Novembre 1943-juin 1944      |
| 4      | Pride of Our Nation   | Juin 1944-août 1944          |
| 5      | FUBAR                 | Septembre 1944-décembre 1944 |
| 6      | The Ghost Front       | Décembre 1944-mars 1945      |
| 7      | A World Without War   | Mars 1945-septembre 1945     |

Chaque épisode commence avec cette introduction :
« Pendant la Seconde Guerre mondiale, les combats ont fait rage à des milliers d'endroits. Il y en a eu tant, qu'un seul récit ne pourra jamais les évoquer tous » (« The Second World War was fought in thousands of places, too many for any one accounting. »)
« Voici l'histoire de quatre villes américaines et de leurs habitants durant cette dramatique période. » (« This is the story of four American towns and how their citizens experienced that war. »)

### Épisode 1:A Necessary War(une guerre nécessaire)
Introduction sur l'entrée des États-Unis dans la Seconde Guerre mondiale et présentation des quatre villes américaines. Couverture de la guerre en Europe, l'attaque de Pearl Harbor ; l'entrée en guerre des États-Unis et la conscription ; l'invasion japonaise des Philippines, le combat perdu des troupes filippo-américaines, l'« abandon » de ses troupes par le général MacArthur et la marche de la mort de Bataan. Le début des campagnes du Pacifique avec la bataille de Midway et celle de Guadalcanal.

### Épisodes suivants
- Le Temps de l'angoisse (2/14) :

Aux États-Unis, 110 000 ressortissants d'origine japonaise perdent leurs droits et sont internés dans des camps.
- Le pire est à venir (3/14) :

En janvier 1943, les Allemands occupent la majeure partie de l'Europe de l’Ouest. Les Alliés ne se sont pas encore mis d'accord sur un plan d'action. En revanche, des troupes américaines dont fait partie Charles Mann, de Luverne, ont débarqué en Afrique du Nord.
- Ça commence à barder (4/14) :

À l'annonce de la mort de son grand frère, Earl Burke, de Sacramento, décide à son tour de s'engager. Il est expédié en Angleterre où il devient mitrailleur sur les bombardiers B-17.
- Putain de guerre ! (5/14) :

À l'automne 1943, alors que l'effort de guerre réveille de vives tensions raciales, aux États-Unis, sur les chantiers où Noirs et Blancs sont contraints de cohabiter, la population découvre des séquences d'actualités montrant des cadavres de soldats américains !
- Mission sans retour (6/14) :

En Italie, les combats se poursuivent tout l'hiver dans la boue, la neige et le froid. L'ennemi continue à résister aux incessantes attaques alliées. Un débarquement hasardeux à Anzio permet aux allemands de renforcer leurs positions.
- Nos fils, fierté de la nation (7/14) :

Le 6 juin 1944, 1 500 000 d'hommes participent au débarquement de Normandie. Parmi eux, Dwain Luce, de Mobile, parachuté derrière les lignes ennemies. Quentin Aaneson, de Luverne, en mission de combat au-dessus de des côtes normandes, et Joseph Vaghi, de Waterbury.
- Tous volontaires (8/14) :

Dans le Pacifique, l'interminable avancée en direction du Japon se poursuit. Les marines se lancent dans une bataille meurtrière. Fin juillet, en France, les Alliés obligent les Allemands à la retraite. Le 25 août 1944, Paris est libérée.
- Dans la merde jusqu'au cou (9/14) :

En Europe, en septembre 1944, les Alliés paraissent proches de la victoire. Dans le Pacifique, Eugene Sledge consigne dans son carnet l'enfer des combats qui se déroulent dans l'ile de Peleliu
- Les Hasards de la guerre (10/14) :

En octobre, des milliers d'Allemands reçoivent l'ordre de se regrouper dans les Vosges, et d'empêcher l'avancée des Alliés vers l'Allemagne. Un régiment d'infanterie, composé surtout d'Américains d'origine hawaïenne, va vivre des semaines terribles.
- RAS (11/14) :

Depuis la mi-août 1944, Hitler prépare une contre-attaque massive dans les Ardennes afin d'arrêter les armées alliées avant qu'elles n'atteignent l'Allemagne. Le 16 décembre, les divisions américaines et britanniques de la région sont prises de court par cette offensive d'envergure.
- Des choix cruels (12/14) :

À Manille, le 3 février 1945, le camp de prisonniers de Saint Thomas est enfin libéré par les Américains. Mais bien que se sachant vaincus, les Japonais continuent de se battre.
- Objectif Tokyo (13/14) :

Alors que la victoire en Europe se profile, la guerre contre les Japonais s'éternise. Le débarquement sur l'île d'Okinawa donne lieu à une bataille terrible. En avril 1945, les troupes soviétiques ne sont qu'à 50 km de Berlin. Hitler enjoint à la population de résister jusqu'au bout.
- Un monde sans guerre (14/14) :

Pour les stratèges américains, la perspective d'un assaut sur le Japon laisse entrevoir d'énormes pertes humaines. En août 1945, le largage de bombes atomiques sur Hiroshima et Nagasaki contraint les Japonais à capituler.